# Artsat2-Despatch
Artsat2-Despatch (englisch DEep SPace Amateur Troubadour’s CHallenge, auch Fuji-OSCAR 81, FO-81) ist ein japanischer Amateurfunksatellit und ein Kunstobjekt der Kunsthochschule Tama.

## Aufbau
Despatch wurde in Zusammenarbeit mit der Universität Tokio geschaffen. Die Kunststudenten betrachten einen Satelliten als „Medium, welches den Alltag mit dem Universum verbindet“. Despatch ist eine schraubenförmige Skulptur, die in die Abmessungen 50 cm × 50 cm × 45 cm passt. Diese Skulptur wurde mit einem 3D-Drucker hergestellt. Es ist nach Invader, auch Artsat-1 genannt, das zweite Kunstobjekt dieser Hochschule im Weltraum.
Die AMSAT hat dem Satelliten mit dem Amateurfunkrufzeichen JQ1ZNN die OSCAR-Nummer Fuji-OSCAR 81, kurz FO-81 verliehen. Der Name „Fuji“ wurde gewählt, um auf die lange Geschichte japanischen Mitwirkung bei Amateurfunksatelliten (JAS 1, JAS 1B, JAS 2 usw.) hinzuweisen.
Der Satellit enthält einen On-Board-Computer, einen Sender und eine Batterie, sowie eine Monopolantenne. Der Sender sendet ein Telegrafiesignal auf der Frequenz 437,325 MHz mit einer Sendeleistung von 7 Watt. Da die Batterie des Satelliten nicht wieder aufladbar ist, wurde die Lebensdauer des Satelliten auf sieben Tage geschätzt. DESPATCH verfügt nicht über eine Lageregelung. Sämtliche Baugruppen, inklusive der Antenne sind von der Skulptur umhüllt.

## Mission
Despatch wurde am 3. Dezember 2014 als Sekundärnutzlast gemeinsam mit Hayabusa 2 mit einer H-IIA-Rakete gestartet.
Der Satellit erreichte eine elliptische Umlaufbahn um die Sonne und bewegt sich in einem Orbit zwischen Venus und Mars. Die Bahnneigung ist nahe null, d. h. der Satellit wird in der Bahnebene der Erde bleiben. Die Entfernung zur Sonne wird zwischen 0,7 und 1,3 AE liegen.
Am 7. Dezember 2014 wurde das Signal aus einer Entfernung von mehr als 2 Millionen km und am 15. Dezember aus einer Entfernung von 4,7 Millionen km empfangen.
Am 3. Januar 2015 hat die Bodenstation der Kunsthochschule Tama die Mission für beendet erklärt und die Empfangsversuche eingestellt.